# The Lexicon of Comicana
The Lexicon of Comicana è un libro del 1980 del fumettista americano Mort Walker.
Era inteso come uno sguardo ironico (tongue-in-cheek) sui dispositivi usati dai fumettisti. In esso, Walker ha inventato un set internazionale di simboli chiamato symbolia dopo aver ricercato cartoni animati in tutto il mondo.
Nel 1964, Walker aveva scritto un articolo intitolato "Let's Get Down to Grawlixes", un pezzo satirico per la National Cartoonists Society. In principio, ha usato termini come i grawlixes per puro divertimento, ma presto hanno iniziato a prendere piede e hanno acquisito una validità inaspettata. Il libro The Lexicon of Comicana è stato scritto proprio in risposta a questo.
Alcune parole che l'autore ha inventato compaiono nei dizionari e servono come una comoda terminologia per spiegare le situazioni, usate sia da fumettisti che critici. Una galleria del 2001 che mostrava arte a fumetti e di strada a San Francisco, per esempio, fu chiamata "Plewds! Squeans! and Spurls!".

## Esempi
- Agitrons : linee ondulate attorno a un oggetto o personaggio tremante.
- Blurgits, swalloops: linee curve che precedono o si trascinano dopo che un personaggio muove gli arti.
- Briffits: nuvole di polvere che pendono sulla scia di un personaggio o di un oggetto che si sta rapidamente allontanando.
- Dites: diagonali, linee rette disegnate su superfici piane, chiare e riflettenti, come finestre e specchi.
- Emanata: linee tracciate intorno alla testa per indicare shock o sorpresa.
- Grawlixes: simboli tipografici che sostituiscono le volgarità, che appaiono nei fumetti dei dialoghi al posto dei vocaboli reali.[2]
- Hites: linee rette orizzontali che si trascinano dopo qualcosa che si muove con grande velocità o disegnate su qualcosa per indicare un riflesso (pozzanghera, vetro, specchio).
- Indotherm: linee ondulate e in aumento utilizzate per rappresentare il vapore o il calore.
- Lucaflect: un punto lucido su una superficie di qualcosa, raffigurato come una finestra in quattro sezioni di vetri.
- Plewds: goccioline di sudore volanti che compaiono intorno alla testa di un personaggio quando lavora sodo, oppure è stressato.
- Quimps: pianeti simili a Saturno, usati per sostituire le oscenità.
- Solrads: linee radianti tratte da qualcosa di luminoso come una lampadina o il Sole.
- Squeans: piccoli scoppi di stelle o cerchi che indicano intossicazione, vertigini o, più in generale, una condizione di infermità.
- Vites: linee rette verticali che indicano il riflesso (vedi anche: dites, hites).